# Verguleasa
Verguleasa is een Roemeense gemeente in het district Olt.
Verguleasa telt 3047 inwoners.